# Научно-исследовательский институт Чародейства и Волшебства
Научно-исследовательский институт Чародейства и Волшебства (НИИЧАВО) — вымышленный научно-исследовательский институт, расположенный в вымышленном древнем городке Соловец на сказочном Севере России, занимающийся поиском счастья. Место действия фантастических повестей братьев Стругацких «Понедельник начинается в субботу» и (в меньшей степени) «Сказка о Тройке». В фильме по мотивам произведений Стругацких режиссёра К. Бромберга 1982 года «Чародеи» шуточная искусственная аббревиатура НИИЧАВО (Научно исследовательский институт чародейства и волшебства) превращается в НУИНУ (Научный универсальный институт необыкновенных услуг).
Одним из прототипов НИИЧАВО является Пулковская обсерватория, в которой в конце 1950-х и начале 1960-х годов работал Борис Стругацкий. В обобщающем образе НИИЧАВО слились сказочные и научно-фантастические мотивы.

## НИИЧАВО
НИИЧАВО, как следует из его названия, занимается научными исследованиями в различных областях магии — от самых архаичных до наиболее передовых. Сотрудниками НИИЧАВО являются как маги с огромным стажем (но не всегда впечатляющей репутацией), так и маги нового «советского» поколения. Здесь работают магические существа (домовые, гномы, вурдалаки) и даже незапамятного возраста личности, возможности которых сравнимы только с возможностями богов (например, Саваоф Баалович Один).

### Организация
- Институт возглавляет директор Янус Полуэктович Невструев,[8] высокий, седой, стройный,[9] который существует в двух образах — как А-Янус (администратор, медленно становящийся большим учёным) и У-Янус (один из крупнейших научных авторитетов в своей области). У-Янус не помнит того, что происходило вчера, зато во всех подробностях осведомлён о событиях завтрашнего дня[10].
- Хозяйственная деятельность в НИИЧАВО находится под контролем заместителя директора по административно-хозяйственной части Модеста Матвеевича Камноедова.
- Отделом кадров института заведует Кербер Псоевич Демин.

### Отделы
- Отдел Линейного Счастья (зав. Фёдор Симеонович Киврин)
- Отдел Смысла Жизни (зав. Кристобаль Хозевич Хунта — латиноамериканской внешности[9])
- Отдел Абсолютного Знания (зав. магистр-академик Морис-Иоганн-Лаврентий Пупков-Задний)
- Отдел Предсказаний и Пророчеств (место заведующего вакантно, на него традиционно претендует «сэр-гражданин» Мерлин)
- Отдел Оборонной Магии (существует лишь номинально)
- Отдел Вечной Молодости
- Отдел Недоступных Проблем (зав. Роман Петрович Ойра-Ойра)
- Отдел Социальной Метеорологии
- Отдел Универсальных Превращений (зав. Жиан Жиакомо)
- Отдел Воинствующего Атеизма
- Отдел Заколдованных Сокровищ (упоминается только в «ангарском» варианте «Сказки о Тройке»)
- Отдел Технического Обслуживания (зав. Саваоф Баалович Один)

Для обеспечения работы этих отделов в институте работает вычислительный центр (зав. Александр Иванович Привалов), музей Изнакурнож (зав. Наина Киевна Горыныч — типичная «Баба-яга»), а также виварий и книгохранилище.
На 76-м этаже здания института находится город Тьмускорпионь и его район, в нём действует «Государственная Колония Необъяснённых Явлений при НИИЧАВО АН СССР» (только в «ангарском» варианте «Сказки о Тройке»).

### Здание
Внешне выглядит как небольшое двухэтажное здание. Внутри, за счёт искажения пространства, главный коридор занимает несколько километров, комнаты могут иметь собственное пространство и безграничные размеры (например, книгохранилище). В институте не менее 12 этажей. Точную этажность здания никто не знает, так как лифт постоянно находится на ремонте.

### Сотрудники
- Роман Петрович Ойра-Ойра («горбоносый»), добродушный, благожелательный,[9] магистр, сотрудник отдела Недоступных Проблем. Трижды женат.
- Виктор Павлович Корнеев («Витька») с острым интеллектом, но при этом грубиян,[9] магистр, сотрудник отдела Универсальных Превращений, любимый ученик Жиана Жиакомо. Мечта всей жизни — превратить всю воду на Земле в живую. Многократно похищал из Изнакурножа диван-транслятор, пока руководство не предоставило диван в его полное распоряжение.
- Эдуард Амперян, магистр, сотрудник отдела Линейного Счастья. Вежливый и воспитанный человек.
- Владимир Почкин, магистр, сотрудник отдела Недоступных Проблем. Работает в лаборатории Ойры-Ойры.
- Луи Иванович Седловой, магистр, сотрудник отдела Абсолютного Знания. Изобрёл машину времени для путешествия по выдуманным мирам.
- Александр Иванович Дрозд, киномеханик, страдающий безденежьем и занимающий у всех сотрудников, вплоть до директора.
- Альфред, вурдалак, надзиратель вивария.
- Тихон, домовой из Рязанской области, которого Фёдор Симеонович приветил, умыл, вылечил от застарелого алкоголизма. Превосходно рисует в стиле Бидструпа.
- Амвросий Амбруазович Выбегалло, с манерами мужика от сохи,[9] доктор наук, профессор, шарлатан от науки[2]
- Стелла, симпатичная девушка,[9] ведьма-практикантка у Выбегаллы.
- Магнус Фёдорович Редькин, бакалавр чёрной магии, который изобрёл и постоянно совершенствует штаны-невидимки. Одержим поиском мистического Белого Тезиса, необходимого для защиты магистерской диссертации.
- Джузеппе Бальзамо, великий учёный, неудачной копией которого является граф Калиостро.
- Перун Маркович Неунывай-Дубино, престарелый колдун из отдела Воинствующего Атеизма. Время от времени перевоплощается.
- Александр Иванович Привалов, заведующий вычислительным центром.
- Математики-программисты, которых в вычислительном центре двое, и которых авторы упорно называют «девочками».

## Подражания либо заимствования
Также НИИЧАВО встречается в двух рассказах, опубликованных в антологиях проекта «Время учеников» — «Временная суета» Сергея Лукьяненко и «Орден Святого Понедельника» Николая Ютанова. Реорганизованный и переименованный «в духе времени», этот же институт фигурирует в рассказе Майка Гелприна и Юлии Гофри «Работник метлы». 
НИИЧАВО можно считать прородителем таких произведений как «SCP Foundation» и его последователей.